# Élections législatives sénégalaises de 1978
Les élections législatives sénégalaises de 1978 ont lieu le 26 février 1978. Il s'agit des premières législatives organisées sous le multipartisme depuis 1963, bien qu'encore limitées à un maximum de quatre partis, légalement restreints à des idéologies prédéfinies. La quatrième place, réservée à un parti d’extrême gauche, est ainsi refusé par l'opposition restante.
Elles sont remportées par l'Union progressiste sénégalaise au pouvoir, avec 81,74 % des suffrages et 83 sièges sur 100.

## Résultats
|                           |                                        |           |       |        |               |  |  |  |  |  |  |  |  |  |
| Parti                     | Parti                                  | Votes     | %     | Sièges | +/–           |  |  |  |  |  |  |  |  |  |
|                           | Union progressiste sénégalaise (UPS)   | 790 799   | 81,74 | 83     | 17            |  |  |  |  |  |  |  |  |  |
|                           | Parti démocratique sénégalais (PDS)    | 172 948   | 17,88 | 17     | 17            |  |  |  |  |  |  |  |  |  |
|                           | Parti africain de l'indépendance (PAI) | 3 734     | 0,39  | 0      | en stagnation |  |  |  |  |  |  |  |  |  |
|                           |                                        |           |       |        |               |  |  |  |  |  |  |  |  |  |
| Votes valides             | Votes valides                          | 967 481   | 99,25 |        |               |  |  |  |  |  |  |  |  |  |
| Votes blancs et invalides | Votes blancs et invalides              | 7 344     | 0,75  |        |               |  |  |  |  |  |  |  |  |  |
| Total                     | Total                                  | 974 825   | 100   | 100    | en stagnation |  |  |  |  |  |  |  |  |  |
| Abstention                | Abstention                             | 591 425   | 37,76 |        |               |  |  |  |  |  |  |  |  |  |
| Inscrits/Participation    | Inscrits/Participation                 | 1 566 250 | 62,24 |        |               |  |  |  |  |  |  |  |  |  |